# لودشت
لودشت، روستایی است از توابع شهرستان سوادکوه شمالی در استان مازندران ایران.

## جمعیت
این روستا در دهستان لفور قرار دارد و براساس سرشماری مرکز آمار ایران در سال ۱۳۸۵، جمعیت آن ۶۱ نفر (۱۷خانوار) بوده‌است.